# Turbinicarpus valdezianus
Espèce
Synonymes
- Gymnocactus valdezianus (H. Möller) Backeb.[2]
- Neolloydia valdeziana (H. Möller) E. F. Anderson[2]
- Normanbokea valdeziana (H. Möller) Kladiwa & Buxb.[2]
- Pelecyphora valdeziana H. Möller[2]
- Thelocactus valdezianus (H.Moeller) Borg[1]

Statut de conservation UICN

 VU A2acd : Vulnérable
Turbinicarpus valdezianus est une espèce de plantes à fleurs de la famille des Cactaceae et du genre Turbinicarpus. C'est un cactus endémique des états de Coahuila et San Luis Potosí au nord-est du Mexique. Il vit dans les déserts chauds.

## Liste des sous-espèces
Selon BioLib (10 juin 2017) :
- sous-espèce Turbinicarpus valdezianus subsp. albiflorus Pazout
- sous-espèce Turbinicarpus valdezianus subsp. valdezianus